# Данилів Василь Миколайович
Данилів Василь Миколайович (11 червня 1969 р., с. Кальна, Долинського району Івано-Франківської області) — український бізнесмен, філантроп, меценат, громадський діяч, військовослужбовець Збройних сил України. 

## Трудова діяльність
У 1987 - 1989 роках служив у Збройних силах колишнього СРСР.
У 1993 році переїхав у Європу.
Протягом 1994–2000 рр. — співзасновник та один з керівників компанії FEWEX (Словаччина), яка спеціалізувалася на обробці металу і торгівлі металопрокатом.
В 2000 році разом з партнерами придбав компанію Korlea Invest (Словаччина) з метою організації нового бізнесу з торгівлі електроенергією у Східній та Центральній Європі. Протягом наступних декількох років (до 2011 року) на базі Korlea Invest було сформовано енергетичний холдинг, який об'єднав понад 20 компаній у 13 країнах світу.
З 2006 року очолює раду директорів керуючої компанії холдингу — Korlea Invest Holding (Швейцарія), а з 2008 до 2011 року — раду директорів компанії UKRENERGY HOLDING (Швейцарія).
1 вересня 2011 року продав частку у компанії та вийшов зі складу ради директорів.
В 2007 році створив й очолив інвестиційну компанію Danyliv Capital (Чехія).
У 2011 році отримує диплом про вищу освіту в Братиславському економічному Університеті, факультет - "Міжнародна торгівля та банківська діяльність".
З 2007 до 2008 року виконує обов'язки Віце-президента Федерації греко-римської боротьби України, з 2008 до 2012 року - Голова опікунської ради при Федерації греко-римської боротьби України. 
У 2008-2009 роках разом із Арсенієм Яценюком і Андрієм Іванчуком брав участь у створені та формуванні політичної партії “Фронт змін”.
У 2008 році Василем Данилівим разом із Народним артистом України Богданом Ступкою та ректором Київського національного університету імені Тараса Шевченка, академіком Леонідом Губерським було засновано Міжнародний благодійний фонд "СВІТЛОМРІЙ", головна мета якого - сприяння всебічному розвитку українських дітей-сиріт, підтримка соціально важливих проектів у сфері культури і спорту, а також створення позитивного іміджу України за кордоном.
У 2009-2010 роках був координатором передвиборного процесу кандидата в президенти України Юлії Тимошенко на президентських виборах від штабу партії “Батьківщина” на заході України (Івано-Франківська, Закарпатська, Львівська, Тернопільська області).
Ініціював створення групи з п’яти тисяч спостерігачів із західної України, які були відряджені в Донецьку та Луганську області для контролю й протидії фальсифікації виборів.
У 2011 році Василь Данилів спільно з екс-міністром економіки України Богданом Данилишиним та редактором "Радіо Свобода" Іриною Халупою заснував Міжнародну громадську організацію "Українська Європейська Перспектива", штаб-квартира якої знаходиться у Празі (Чехія).
2 липня 2012 року Василь Данилів обраний керівником штабу Соціалістичної партії України.
Як співзасновник МГО "Українська Європейська Перспектива", яка працювала над викриттям злочинів режиму Януковича, Василь Данилів всебічно підтримує Революцію Гідності та надає допомогу українським воїнам та їхнім сім'ям. 
Внаслідок такої активної діяльності 14 липня 2012 року Василь Данилів був арештований режимом Януковича за сфабрикованою справою. 
На чергових зборах 22 липня 2014 року Комітет визволення політв'язнів визнає Василя Даниліва політв'язнем.
24 червня 2016 року Василь Данилів починає виконувати обов'язки Генерального директора ТОВ "Е.Коннект (Україна)".
З лютого 2017 року - Радник голови Аграрної партії України з економічних та суспільних питань.
З 30 червня 2017 року - член Наглядової ради компанії "Edymax SE".
З вересня 2017 року - учасник лідерської програми The Aspen Institute (Ukraine).
17 грудня 2017 року на десятому з'їзді Аграрної партії України Василя Даниліва було обрано до Політичної Ради та Президії партії.
2017 – 2019 роки – активна участь у розбудові Аграрної партії України.
2019 рік – до лютого 2022 року – займався бізнесом.
У березні 2018 року придбання у американської компанії Contour Global Краматорської ТЕЦ, яка протягом опалювального сезону 2017-2018 років зазнавала дефіциту палива внаслідок припинення поставок з тимчасово окупованих територій Донецької та Луганської областей.
У тому ж 2018 році заснував компанію E.CONNECT ASSETS для купівлі збагачувальної фабрики та шахт “Ростовська” та “Замчаловська” в Ростовській області рф з річним видобутком вугілля близько 1 млн. тон, яке підходить для Краматорської ТЕЦ.
25 лютого 2022 року – відмова від усіх активів у рф.
Від 28 лютого 2022 року – допомога в створенні ТРО м. Львів, підтримував 103-ю Бригаду Сил територіальної оборони Збройних Сил України (103 ОБрТрО). Потім брав участь у зміцнені оборони столиці. На час війни – вийшов з управління всіх бізнес-проєктів.
З жовтня 2022 року – у лавах Збройних Сил України. Брав участь в операціях на Бахмутському напрямку, в Харківській, Луганській областях, у захоплені та розширенні плацдарму на тимчасово окупованому лівобережжі Дніпра на Херсонщині.
До вересня 2023 року – командир відділення розвідроти 103-ої ОБрТрО Збройних Сил України.
У вересні 2023 року переведений до 59-тої окремої мотопіхотної бригади імені Якова Гандзюка (59 ОМПБр) Сухопутних військ ЗСУ.
Із січня 2024 року служба в 414-му окремому полку ударних безпілотних авіаційних систем (ОПУБАС) – підрозділу у складі Морської піхоти ЗСУ, який утворений 16 січня 2024 року на основі ротно-тактичної групи «Птахи Мадяра», що перебувала під командуванням Роберта Бровді («Мадяра») у складі  59 ОМПБр Сухопутних військ ЗСУ імені Якова Гандзюка.
Богдан Ступка:

Данилів для мене просто фігура № 1 в меценатстві, у фонді мрій, а мрії повинні здійснюватися рано чи пізно, але мрію потрібно довго, як долю, чекати. І ми разом штовхатимемо цю «біду» вперед і разом з Василем Миколайовичем зробимо все, щоб добродійність в Україні стала нормою

## Нагороди
У листопаді 2008 року нагороджений Державним орденом "За заслуги" ІІІ ступеня за значний особистий внесок у створення сприятливих умов для всебічного розвитку дітей України.
У серпні 2023 року нагороджений почесною відзнакою від начальника регіонального управління Сил ТрО «Захід» Збройних Сил України полковника Олександра Кяго.
У вересні 2023 року нагороджений відзнакою Президента України «За оборону України». 
У листопаді 2023 року Указом Президента України №755/2023 «Про відзначення державними нагородами України» за особисту мужність, виявлену у захисті державного суверенітету та територіальної цілісності України, самовіддане виконання військового обов’язку нагороджений медаллю «За військову службу Україні».
У грудні 2023 року нагороджений відзнакою від командувача оперативного угруповання військ «Херсон» бригадного генерала Михайла Драпатого.
У лютому 2024 року отримав відзнаку від Головнокомандувача Збройних сил України Валерія Залужного «Золотий хрест».

## Сім'я
Дружина - Мар'яна Данилів.
Виховує п'ятеро дітей: син Богдан (1993 р.н.), дочка Надія (1999 р.н.), дочка Марія (2003 р.н.), дочка Єлизавета (2011 р.н.), син Микола (2013 р.н.).